# 克萊兒之膝
《克萊兒之膝》（法語：Le Genou de Claire）是艾力·侯麥的經典之作，拍成於1970年，“六个道德故事”之一。除了豐富的對話外，此電影亦具微妙的心理刻畫，透過人物的言行來表達。

## 內容
結婚前夕，男主角在Lake Annecy遇到一名可能是其前女友的女子；男主角透過她認識了一個易激動的Laura，然後是他的妹妹克萊兒（Claire）。貪戀克萊兒的男主角在Laura的調戲下，愛撫克萊兒膝蓋的渴望愈來愈強。